# War Pigs
Pour les articles homonymes, voir War Pigs (homonymie).
Pistes de Paranoid
Paranoid
(2)
War Pigs est une chanson antimilitariste du groupe de hard rock Black Sabbath, considérée depuis comme à l'origine du heavy metal à l'occasion de la sortie de leur album Paranoid le 18 septembre 1970. Cette chanson est écrite et composée par Tony Iommi, Ozzy Osbourne, Geezer Butler, Bill Ward.

## Production
Une version inédite du titre est publiée sur la compilation The Ozzman Cometh d'Ozzy Osbourne en 1997. War Pigs est aussi publié en single durant la carrière solo d'Ozzy en 1988 avec la version studio du titre Breaking All the Rules en seconde piste et en 1990, toujours avec le même titre mais interprété en live.
Cette chanson et son interprétation instrumentale forte restent emblématiques du groupe Black Sabbath.

## Crédits

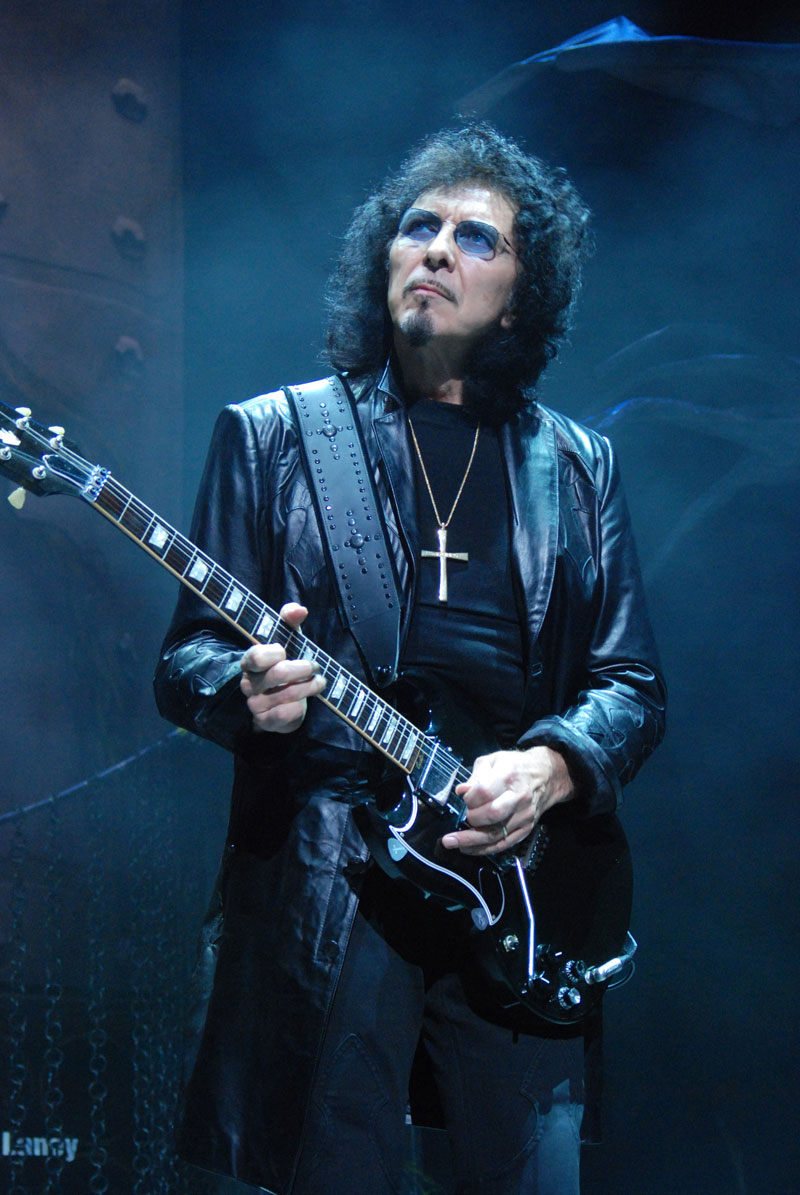
Tony Iommi.

### Black Sabbath
- Ozzy Osbourne - chants
- Tony Iommi - guitare
- Geezer Butler - basse
- Bill Ward - batterie

### Ozzy Osbourne
- Ozzy Osbourne - chants
- Zakk Wylde - guitare
- Geezer Butler - basse
- Randy Castillo - batterie
- John Sinclair - claviers

## Reprises
La chanson est notamment reprise par le groupe Faith No More sur The Real Thing, par Sacred Reich sur Surf Nicaragua, par Cake sur la compilation B-Sides and Rarities, et par le groupe The Dresden Dolls lors de plusieurs concerts et sur le DVD Live: In Paradise.
A noter une reprise d'un groupe sud africain, Suck sur leur unique album de 1972 intitulé "Time to suck".
Le titre est également repris en 2014 par la blueswoman Samantha Fish.